# Homer Spit
Koordinaten: 59° 36′ 6″ N, 151° 24′ 51″ W
Homer Spit ist eine sieben Kilometer lange Landzunge in Alaska, die bei Homer auf der Kenai-Halbinsel in die Kachemak Bay reicht. Auf ihr befinden sich neben dem Bootshafen von Homer und der Anlegestelle des Alaska Marine Highways viele touristische Einrichtungen wie Hotels, Restaurants, Geschäfte für Angelausrüstung und Büros von Veranstaltern von Schiffsausflügen.

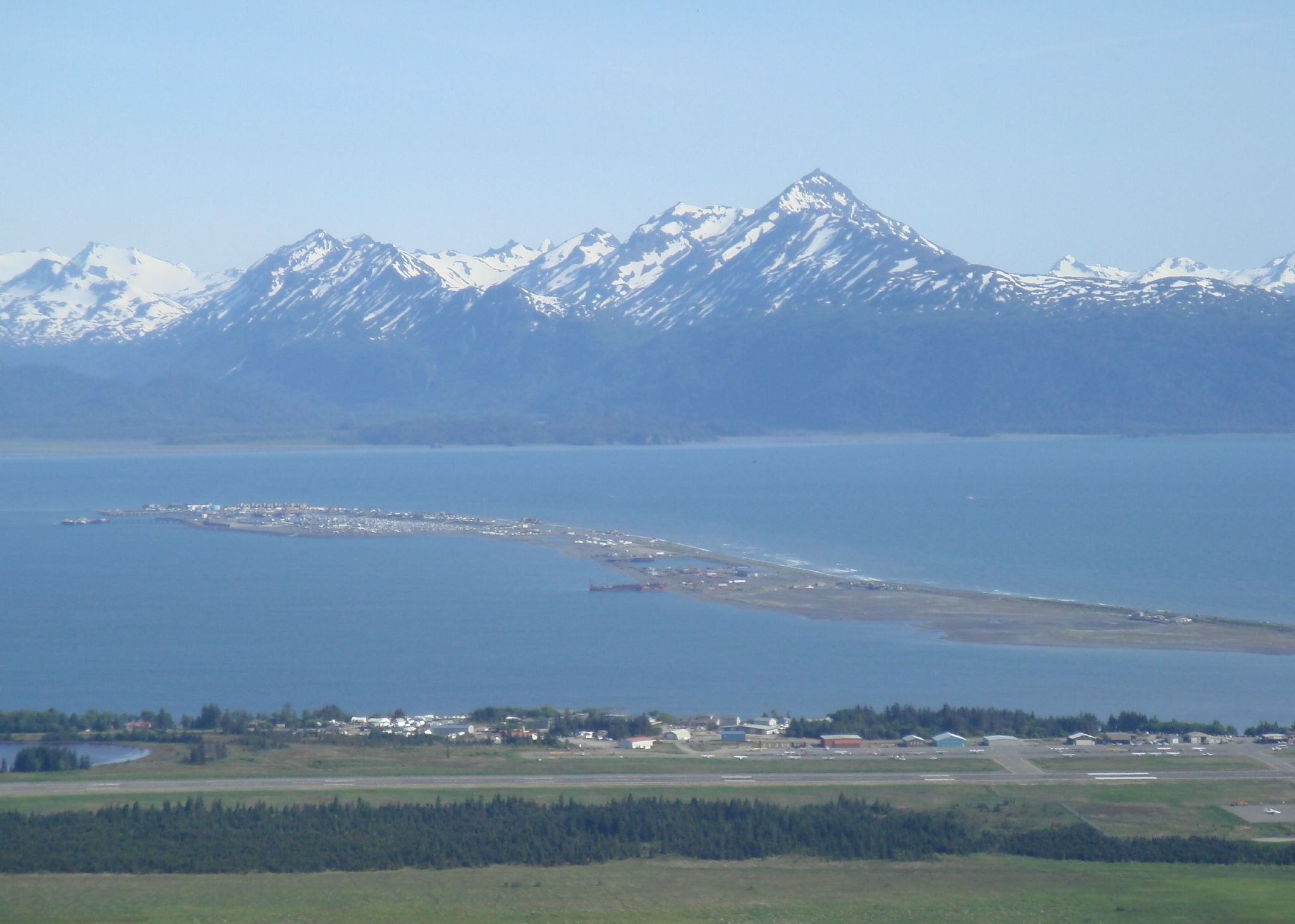
Homer Spit und die Kachemak Bay von Norden

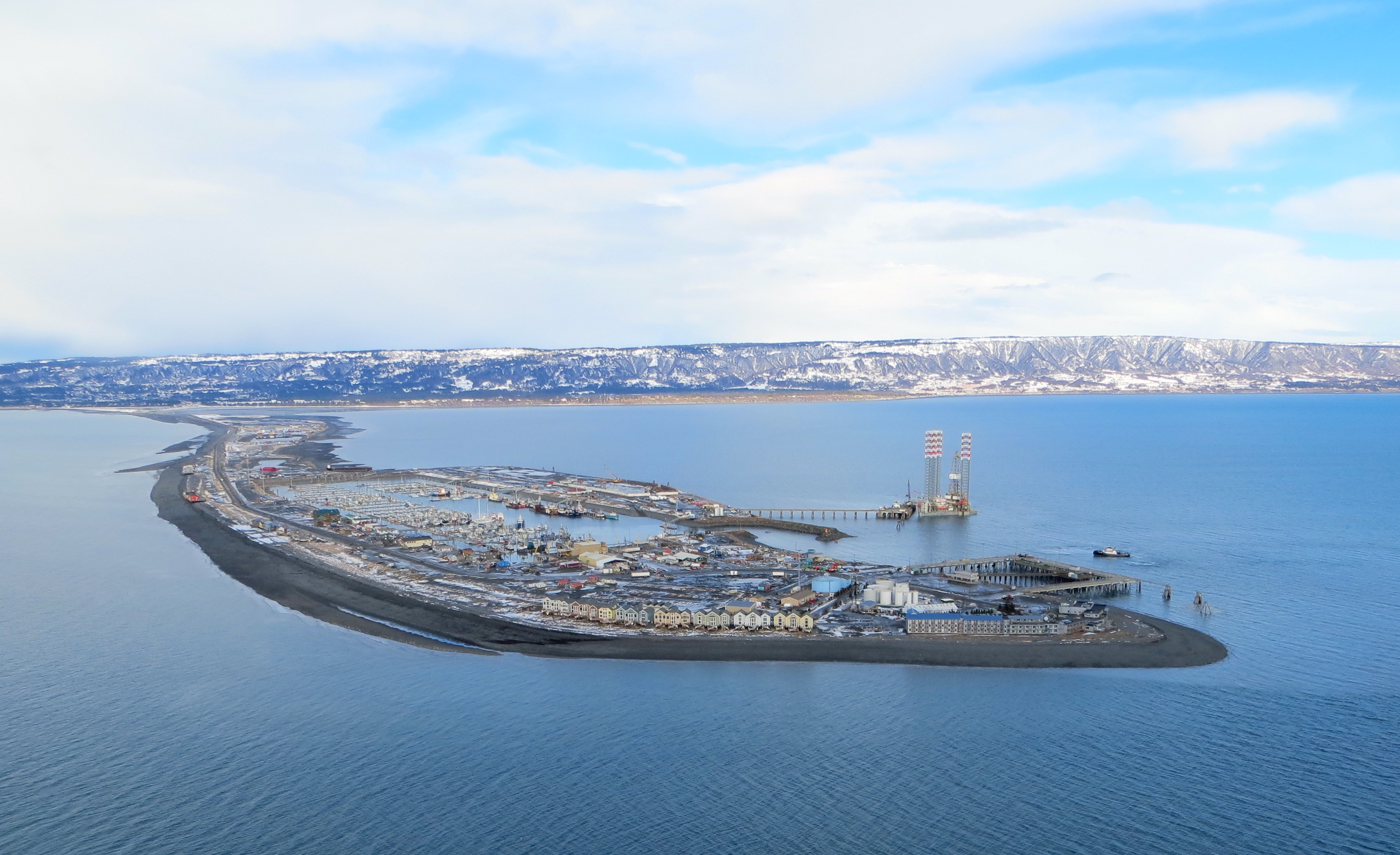
Homer Spit von Süden

Über die Entstehung der Landzunge gibt es zwei unterschiedliche Theorien. Entweder wurde sie durch die Gezeiten und Strömungen des Cook Inlets und der Kachemak Bay oder von einem heute nicht mehr vorhandenen Gletscher abgelagert.
1899 baute die Cook Inlet Coal Fields Company Gleise von den Kohleminen entlang der Bucht zu den Verladedocks auf Homer Spit. Das daraus resultierende Geschäft führte zur Entstehung der Stadt Homer.
Durch das Karfreitagsbeben von 1964 reduzierte sich die Fläche der Landzunge auf etwa zwei Quadratkilometer. Vegetation und Erdreich wurden dabei weitgehend vernichtet, so dass Homer Spit heute fast ausschließlich aus Schotter und Sand besteht.
Homer Spit erreicht nur eine Höhe von etwa sechs Meter über dem Meeresspiegel, was es anfällig für Sturmfluten macht. Ein durch einen Ausbruch des nahe gelegenen Mount St. Augustine verursachter Tsunami würde die Landzunge ohne Vorwarnzeit erreichen.